# Isla de Arapaoa
La isla de Arapaoa, antes conocida como isla de Arapawa, es una isla situada en los Marlborough Sounds, en el extremo noreste de la isla Sur de Nueva Zelanda. La isla tiene una superficie de 75 km². El estrecho de la Reina Carlota / Tōtaranui define su lado occidental, mientras que al sur se encuentra el canal Tory / Kura Te Au, que se encuentra en la ruta marítima desde Wellington, en la isla Norte, hasta Picton. El punto más estrecho del estrecho de Cook se encuentra entre Perano Head, en la isla de Arapaoa, y el cabo Terawhiti, en la isla Norte. 

## Historia
Según la tradición oral maorí, la isla fue donde el gran navegante Kupe mató al pulpo Te Wheke-a-Muturangi.
Fue desde una colina de la isla de Arapaoa donde, en 1770, el capitán James Cook divisó por primera vez el paso marítimo entre el océano Pacífico y el mar de Tasmania, que recibió el nombre de estrecho de Cook. Este descubrimiento desterró la idea de los geógrafos de que existía un gran continente austral, Terra Australis. En 1970 se erigió un monumento en el mirador de Cook.
Desde finales de la década de 1820 hasta mediados de la de 1960, la isla de Arapaoa fue una base para la caza de ballenas en los Sounds. John Guard estableció una estación costera en Te Awaiti en 1827, aunque al principio sólo podía aprovechar las barbas, hasta que la estación se equipó para procesar aceite de ballena a partir de 1830, centrándose en las ballenas francas. Posteriormente, la estación de Perano Head, en la costa oriental de la isla, se utilizó para cazar ballenas jorobadas desde 1911 hasta 1964. Las casas construidas por la familia Perano funcionan ahora como alojamientos turísticos.
En la década de 2000, los antiguos balleneros de las familias Perano y Heberley, que viven en Arapawa, se unieron a un programa de avistamiento de ballenas del Departamento de Conservación para evaluar cómo se ha recuperado la población de ballenas jorobadas desde el fin de la caza.
En agosto de 2014, la ortografía del nombre de la isla se modificó oficialmente de Arapawa a Arapaoa.

## Accidente de avión
El tendido eléctrico de 11.000 voltios que une el continente y la isla de Arapaoa sobre el canal Tory fue golpeado por un avión de pasajeros Cessna 402 de Air Albatross en 1985. El accidente fue presenciado por muchos pasajeros de un transbordador entre islas del Estrecho de Cook. El ferry se detuvo inmediatamente para enviar un bote salvavidas de rescate. Junto con los dos pilotos, murió una familia entera, y todos menos una niña de la otra. No se encontró ningún cadáver. La única superviviente (Cindy Mosey) viajaba con su familia y la otra de Nelson a Wellington para asistir a una competición de gimnasia. El accidente de la isla de Arapaoa hizo que la confianza del público en Air Albatross decayera, contribuyendo a que la compañía entrara en liquidación en diciembre de ese año.

## Conservación
Algunas partes de la isla han sido fuertemente despojadas de vegetación autóctona en el pasado mediante la quema y la tala, y se han plantado varios bosques de pinos en la isla. Los pinos silvestres, una especie invasora en algunas partes de Nueva Zelanda, están siendo envenenados en la isla para permitir que crezca la vegetación nativa en regeneración. Unas 200 hectáreas en Ruaomoko Point, en la parte sureste de la isla, serán eliminadas perforando los árboles e inyectándoles veneno.
La isla de Arapaoa es conocida por las razas de cerdos, ovejas y cabras que sólo se encuentran en ella. Éstas se establecieron en el siglo XIX, pero el origen de estas razas es incierto y motivo de especulación. Se suele sugerir que se trata de antiguas razas inglesas introducidas por los primeros balleneros, o por el capitán Cook u otros primeros exploradores. Estas razas se han extinguido en Inglaterra, y las cabras que sobreviven en un santuario de la isla se crían también en otras partes de Nueva Zelanda y en el hemisferio norte.
Las pequeñas islas The Brothers, situadas frente a la costa noreste de la isla de Arapaoa, son un santuario para el raro tuatara de las islas The Brothers.

## Otras lecturas
- Philp, Matt. 2011. The Sound of the Sea. New Zealand Geographic, 110.
- Heberley, Heather. 1996. Weather permitting. Whatamango Bay, N.Z. : Cape Catley. ISBN 0908561490
- Heberley, Heather. 1997. Flood tide. Whatamango Bay, N.Z. : Cape Catley.